# Żary
Żary germană Sorau este un oraș situat în vestul Poloniei.

## Personalități născute aici
- Monika Kobylińska (n. 1995), handbalistă.